# Бонкевич, Михал
Ми́хал Бонке́вич (пол. Michał Bąkiewicz; 22 марта 1981, Пётркув-Трыбунальский, Польша) — польский волейболист, доигровщик. Участник летних Олимпийских игр 2004 года. Серебряный призёр чемпионата мира 2006 года, чемпион Европы 2009 года.

## Спортивная биография
Профессиональную карьеру в волейболе Бонкевич начал в 2000 году в клубе высшего польского дивизиона АЗС Ченстохова. В 2003 году Михал перешёл в состав одного из сильнейших клубов чемпионата «Скра». Спустя год Бонкевич в составе сборной Польши принял участие в летних Олимпийских играх в Афинах. На играх сборная Польши смогла пройти групповой этап, но на стадии четвертьфинала поляки уступили сборной Бразилии 0:3.
В 2004 году у Бонкевича возникли проблемы с кровообращением в руке, из-за чего он мог завершить спортивную карьеру. Но постепенно Михал сумел оправиться от болезни. В 2006 году Бонкевич принял участие в чемпионате мира в Токио, где в составе сборной Польши стал серебряным призёром. В 2007 году Михал во второй раз в своей карьере перешёл в Скру.
Начиная с 2007 года Бонкевич трижды подряд смог стать чемпионом Польши. В мае 2009 года Михала назначили капитаном польской сборной, а в сентябре того же года сборная стала чемпионами Европы, обыграв в финале французскую сборную 3:1.

## Игровая карьера
- 2000—2003 —  «АЗС Ченстохова»
- 2003—2004 —  «Скра»
- 2004—2007 —  «АЗС Ольштын»
- 2007—2013 —  «Скра»
- 2013—2014 —  «АЗС Ченстохова»

## Достижения

### Со сборной Польши
- Серебряный призёр чемпионата мира 2006.
- Чемпион Европы 2009.

### В клубной карьере
- Чемпион Польши (2007/08, 2008/09, 2009/10, 2010/11)
- Победитель кубка Польши (2008/09, 2010/11)

## Государственные награды
- Золотой крест Заслуги (2006)
- Кавалер ордена Возрождения Польши (2009)